# ヘンリー・アーネスト・デュードニー

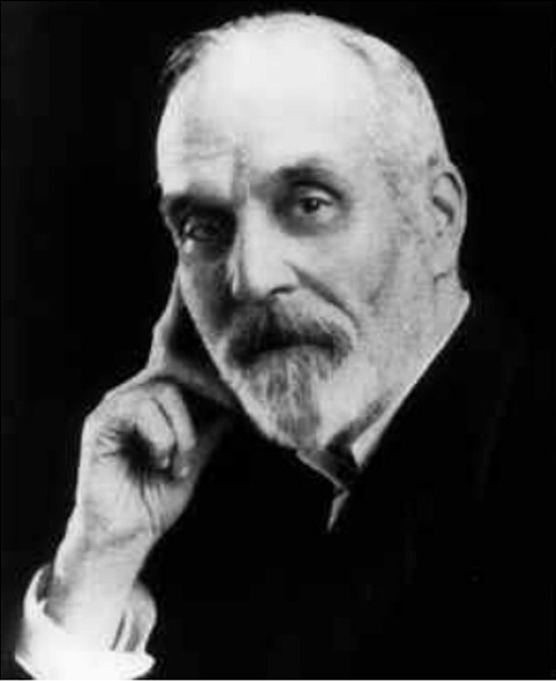
Henry Ernest Dudeney

ヘンリー・アーネスト・デュードニー（Henry Ernest Dudeney、1857年4月10日 - 1930年4月23日）は、イギリスのパズル作家・数学者である。

## 経歴
デュードニーはイースト・サセックス州のメイフィールドで生まれ、その近くのルイスで生涯を終えている。1884年に、「ヘンリー・デュードニー夫人」のペンネームで Harper's Magazine から多くの短編を出版した作家であるアリス・ホイッティアと結婚している。
デュードニーは幼少時にチェスを学びよく指していた。これが彼の数学への関心やパズルの創作につながっている。彼は政府機関（Civil Service）に所属していたが、その間に多くのパズルを創作している。
彼は一時期、パズル作家仲間の一人であるサム・ロイドと親交を持ちパズルの交換などをしていた。だが、ロイドが連絡を絶ち、デュードニーのパズルを無断で自分の名義で発表したため、彼との関係は悪化した。

## 業績
デュードニーは何年もの間、ストランド・マガジン上で多くの作品を発表した。また、彼はいくつかのパズル作品集を発表している。

雑誌のパズル欄に掲載されたデュードニーの裁ち合わせパズル

さらに、彼は最初に意味のある単語を使用した覆面算を発表したことでもよく知られている。
しかし、覆面算SEND＋MORE＝MONEYは真作の確証がなく作者不明であることが、藤村幸三郎、田守伸也、David Singmasterなどの研究者によって判明している。

## 著書
- Canterbury Puzzles (1907)
- Amusements in Mathematics (1917)
- Modern Puzzles (1926)

### 翻訳本
- 『パズルの王様』藤村幸三郎・林一訳、ダイヤモンド社、1965年。NDLJP:1381352。
  - 『パズルの王様』 1巻、藤村幸三郎・林一訳（新版）、ダイヤモンド社、1974年。
- 『パズルの王様』 第2、藤村幸三郎・林一訳、ダイヤモンド社、1966年。NDLJP:1381735。
  - 『パズルの王様』 2巻、藤村幸三郎・林一訳（新版）、ダイヤモンド社、1974年。
- 『パズルの王様』 第3、藤村幸三郎・高木茂男訳、ダイヤモンド社、1968年。NDLJP:1382983。
  - 『パズルの王様』 3巻、藤村幸三郎・高木茂男訳（新版）、ダイヤモンド社、1974年。
- 『パズルの王様』 第4、藤村幸三郎・高木茂男訳、ダイヤモンド社、1968年。NDLJP:1382984。
  - 『パズルの王様』 4巻、藤村幸三郎・高木茂男訳（新版）、ダイヤモンド社、1974年。
- 『パズル傑作集』マーティン・ガードナー編、藤村幸三郎注訳、河出書房新社、1969年。
- 『パズルの王様傑作集』高木茂男編訳、ダイヤモンド社、1986年4月。ISBN 4-478-76027-6。
- 『カンタベリー・パズル』伴田良輔訳、筑摩書房〈ちくま学芸文庫 テ7-1. Math & science〉、2009年3月。ISBN 978-4-480-09203-8。